# Ammocryptocharax lateralis
Ammocryptocharax lateralis är en fiskart som först beskrevs av Eigenmann, 1909.  Ammocryptocharax lateralis ingår i släktet Ammocryptocharax och familjen Crenuchidae. Inga underarter finns listade i Catalogue of Life.